# Pezuls
 Pezuls  (en occitano Pesuls) es una población y comuna francesa, situada en la región de Aquitania, departamento de Dordoña, en el distrito de Bergerac y cantón de Sainte-Alvère.

## Demografía
| 177 | 138 | 119 | 133 | 130 | 137 |
| Para los censos de 1962 a 1999 la población legal corresponde a la población sin duplicidades (Fuente: INSEE [Consultar]) |     |     |     |     |     |